# Khảo sát kiếm tiền

## Khái niệm
Kiếm tiền qua trả lời khảo sát hay Paid Survey là một hình thức kiếm tiền có thực trên mạng. Nó dựa trên nguyên tắc một công ty nghiên cứu thị trường trực tuyến đứng ra thu thập ý kiến của số đông giống như khảo sát về một vấn đề nào đó, trả tiền cho người trả lời và thu tiền của công ty muốn có được kết quả. Thông thường một công ty muốn khảo sát về một mặt hàng nào đó, họ phải điều tra thị trường bằng lập ra một bảng câu hỏi, sau đó lập thành form khảo sát, thuê người đi hỏi từng người một, thống kê lại và ra kết quả. Từ khi có mạng Internet, việc khảo sát qua Internet dễ dàng hơn. Tuy nhiên nếu khảo sát offline, tức là nhân viên đi hỏi từng người một, thường có một món quà nhỏ như một gói quà hay một món đồ nào đó, thì trên Internet, việc trả công rất khó. Vì thế các công ty kinh doanh dịch vụ khảo sát trả tiền ra đời. Các công ty trung gian này họ nhận các yêu cầu khảo sát từ các công ty muốn điều tra thị trường, lập bảng câu hỏi sau đó gửi lên hệ thống của mình. Đồng thời hệ thống của họ cũng tập hợp một số lượng lớn các thành viên có phân theo các tiêu chí tuổi tác, nghề nghiệp, giới tính, sở thích v.v. và họ bắt đầu phân loại xem khảo sát nào phù hợp với đối tượng nào, áp một mức phí trả pay-out phù hợp, rồi gửi đến những thành viên của họ. Các thành viên trả lời các khảo sát đó, thu được tiền cho mình, còn công ty thì được kết quả. Việc này hoàn toàn hợp pháp và rất được khuyến khích vì nó tiết kiệm chi phí rất nhiều cho các doanh nghiệp muốn điều tra thị trường, thông thường chi phí làm khảo sát trực tuyến rẻ hơn làm khảo sát thông thường từ 3 – 5 lần.

Chỉ có một vấn đề là làm khảo sát thông thường, phỏng vấn viên có thể kiểm chứng được câu hỏi bằng cách quan sát, còn khảo sát online thì không thể. Có rất nhiều công ty khảo sát như thế này nhưng hiện tại người khảo sát chỉ nên tham gia một số công ty hoặc một số dịch vụ cung cấp đảm bảo uy tín và chắc chắn có chi trả.

## Hình thức chi trả
Ngoài việc chi trả bằng Card điện thoại đang được nhiều đơn vị triển khai bởi sự nhanh gọn và tiện lợi thì chuyển khoản qua các ví điện tử cổng thanh toán cũng được áp dụng. Hiện nay hình thức thanh toán này càng ngày càng phát triển, người dùng có xu hướng chọn những cổng thanh toán có uy tín và đáng tin cậy. 

### Chi trả trong nước
Nhiều cổng thanh toán được lựa chọn tích hợp vào trang web bán hàng như: Bảo Kim, Ngân Lượng,.... mặc dù ra đời trước nhưng cổng thanh toán trong nước vẫn có những mặt hạn chế riêng, chi phí % giao dịch tương đối cao. Tùy theo từng đơn vị mà họ sẽ có sự hỗ trợ trong việc nhận tiền.

### Chi trả ngoài nước
Một số công ty thì chi trả qua PayPal. Hiện tại Paypal đã có thể mở tài khoản Việt Nam dễ dàng, và rút tiền về ngân hàng Việt Nam cũng đơn giản với chi phí khoảng 80.000 VND cho một lần rút. Ngoài ra có hình thức thanh toán thông qua Western Union.